# Synageles
Synageles là một chi nhện trong họ Salticidae.

## Các loài
Chi này có các loài:
- Synageles albotrimaculatus (Lucas, 1846)
- Synageles bishopi Cutler, 1988
- Synageles canadensis Cutler, 1988
- Synageles charitonovi Andreeva, 1976
- Synageles dalmaticus (Keyserling, 1863)
- Synageles hilarulus (C. L. Koch, 1846)
- Synageles idahoanus (Gertsch, 1934)
- Synageles leechi Cutler, 1988
- Synageles mexicanus Cutler, 1988
- Synageles morsei Logunov & Marusik, 1999
- Synageles nigriculus Danilov, 1997
- Synageles noxiosus (Hentz, 1850)
- Synageles occidentalis Cutler, 1988
- Synageles persianus Logunov, 2004
- Synageles ramitus Andreeva, 1976
- Synageles repudiatus (O. P.-Cambridge, 1876)
- Synageles scutiger Prószyński, 1979
- Synageles subcingulatus (Simon, 1878)
- Synageles venator (Lucas, 1836)